# Lazika
Lazika, en géorgien : ლაზიკა, est un projet de ville nouvelle situé sur la côte de la mer Noire en Géorgie, annoncé par Mikheil Saakachvili le 4 décembre 2011. Elle devait à terme avoir une population de 500 000 habitants et devenir ainsi la seconde ville du pays après Tbilissi,. 
Le site de Lazika est situé entre la station balnéaire d'Anaklia au nord et le port de Poti au sud. Il a été choisi pour créer une conurbation entre les villes de Poti et de Zougdidi, en vue d'ancrer l'Abkhazie proche dans l'économie géorgienne. Les premiers travaux sur le site ont commencé en mai 2012. Une partie du financement doit être assuré par les autorités géorgiennes à hauteur de 90 millions d’euros pour les 4 premières années, ainsi que par des investisseurs privés étranger. 
Après les élections législatives géorgiennes de 2012, la nouvelle majorité annonce qu'une grande partie du projet est abandonnée.